# 飛鷹 (空母)
飛鷹（ひよう）は、日本海軍の航空母艦。
隼鷹型航空母艦の2番艦。
飛鷹の建造番号（仮称艦名）は1001号艦、隼鷹の建造番号（仮称艦名）は1002号艦である。一部の資料（文献）では、飛鷹を飛鷹型航空母艦の1番艦とする。

## 概要
軍艦飛鷹（ひよう）は、日本海軍の航空母艦。日本郵船が川崎重工業神戸造船所で建造中の橿原丸級貨客船出雲丸（いずもまる）を日本海軍が徴傭および買収、航空母艦に改造した艦艇である。
建造番号は1001番艦（飛鷹）と1002番艦（隼鷹）だが、日本海軍の公的な分類は隼鷹型航空母艦の2番艦。
1942年（昭和17年）7月31日に竣工後、姉妹艦隼鷹と共に第二航空戦隊に所属した。10月、トラック泊地に進出してガダルカナル島攻防戦に参加するが、南太平洋海戦直前の10月20日に機関故障を起こしてトラック泊地に後退した。
修理後の1943年（昭和18年）6月10日、飛鷹は三宅島東方海域でアメリカ潜水艦トリガーに雷撃され大破した。
修理完了後、第二航空戦隊（隼鷹、飛鷹、龍鳳）は1944年（昭和19年）6月中旬以降の「あ号作戦」（マリアナ沖海戦）に参加。6月20日、飛鷹は米軍機動部隊艦上機の空襲により大破炎上、沈没した。

## 特徴
隼鷹型航空母艦2番艦の飛鷹（ひよう）は、日本郵船が北米航路用に新造した橿原丸級貨客船の2番船出雲丸（いずもまる）を、日本海軍が1941年（昭和16年）1月に買収、川崎重工業神戸造船所で建造途中に航空母艦へ改装した軍艦である。橿原丸、出雲丸とも日本政府が戦時に航空母艦に改造することを条件に建造費が補助されている。改造は徹底しており、外観から見ると客船であった頃の面影はほとんどない。
飛鷹と隼鷹とでは機関の仕様に差異が認められる。飛鷹は川崎七号罐（ラモント罐）六基、隼鷹は三菱式三胴水管罐六基と補助罐二基である。
2隻とも商船改造空母であるため速力は25-26ノットほど。正規空母の30kt以上に比較して遅く、鋼板も薄く防御能力でも見劣りした。一方で船体や格納庫の大きさは正規空母に引けを取らず、航空機搭載能力は中型空母の蒼龍に匹敵した。
また商船改造空母であるが右舷側に煙突と一体となった艦橋を有し、且つ飛行甲板への排煙の影響を避けるため煙突を外側へ26度傾けて設置した日本海軍最初の艦艇である。
艦橋と煙突を一体化した構造は空母大鳳採用にあたっての試験的意味があり、実際に大鳳や、大和型戦艦3番艦を改造した空母信濃でも採用されている。
二号一型電探（対空レーダー）も装備されており、対空兵装は正規空母に見劣りしない。

## 歴史

### 建造
旅客船出雲丸は、最初から航空母艦化を想定した設計で、川崎重工業神戸造船所で建造されることになった。翔鶴型航空母艦2番艦瑞鶴が1939年（昭和14年）11月27日に進水した後、出雲丸は同一船台で11月30日に起工。空母への改造は1940年（昭和15年）10月に決定。当時の出雲丸は上甲板付近まで工事が進んでいた。仮称艦名（建造番号）第1001号艦。
1941年（昭和16年）1月21日、日本海軍は橿原丸級2隻（橿原丸、出雲丸）を買収する。福井静夫（海軍技術将校、艦艇研究家）によれば2月10日買収。6月24日、出雲丸は進水。出雲丸進水後の船台では、直ちに空母大鳳の建造がはじまった（7月10日、起工）。
同年11月15日、別府明朋大佐は、飛鷹艤装員長に任命される。川崎重工業神戸造船所に艤装員事務所を設置する。
12月8日、日本とアメリカは太平洋戦争に突入する。

### 竣工後

#### 1942年
1942年（昭和17年）7月31日、竣工。軍艦籍に入る。航空母艦に類別。軍艦（ぐんかん）飛鷹（ひよう）と命名された。呉鎮守府籍。
別府大佐（飛鷹艤装員長）は飛鷹艦長（初代）となった。主な初代幹部は、副長青山茂雄中佐（元鳳翔副長）、機関長坂尾満太郎中佐、飛行長三重野武少佐、航海長山本繁一少佐、飛行長寺島美行少佐、砲術長成谷昇少佐、通信長八角高士大尉ほか。
日本海軍の軍艦となった飛鷹は、同31日付で第二航空戦隊（司令官角田覚治少将）に編入された。
二航戦は空母3隻（飛鷹、隼鷹、龍驤）となったが、訓練中の1942年（昭和17年）8月7日にガダルカナル島の戦いがはじまる。隼鷹型2隻（飛鷹、隼鷹）は内地で訓練を続け、龍驤のみ第一航空戦隊（翔鶴、瑞鶴）に臨時編入されてソロモン諸島へ進出。8月24日の第二次ソロモン海戦で撃沈され、二航戦は空母2隻（飛鷹、隼鷹）になった。
飛鷹は8月12日より第二航空戦隊旗艦となる。同時期の飛鷹は駆逐艦雪風（第16駆逐隊）を随伴艦（トンボ釣り）として、訓練に従事した。
10月3日-4日、二航戦（飛鷹、隼鷹）、駆逐艦2隻（電、磯波）は内海西部を出発、豊後水道を通過してトラック島に向かった。10月9日、トラック泊地に到着。
同泊地着後の10月11日、二航戦は前進部隊指揮官近藤信竹第二艦隊司令長官（旗艦・愛宕）の指揮下、前進部隊と共に出撃した。別所（当時の飛鷹艦長）によれば、最大速力26ノット程度の飛鷹は甲板上風速・秒速15mを得るために苦心したという。最初の任務は第三戦隊（司令官栗田健男中将：金剛、榛名）と第二水雷戦隊によるヘンダーソン基地艦砲射撃の上空警戒だった。二航戦（飛鷹、隼鷹）は駆逐艦3隻（電、磯波、陽炎）と行動を共にした。
10月17日、「飛鷹」、「隼鷹」は零戦18機（「飛鷹」、「隼鷹」各9機）、艦攻18機（「飛鷹」10機、「隼鷹」8機）でルンガ泊地を攻撃、艦攻8機を失い、零戦1機、艦攻3機はブーゲンビル島ブインに不時着した。「飛鷹」では未帰還3機（うち2機は損傷して味方陣地に不時着）であったが「隼鷹」の攻撃機は1機を除きすべて撃墜されたという。
10月20日、「飛鷹」は右舷発電機室で火災が発生し発電機と主蒸気管を焼損。最高速力16ノットとなり、また罐水の塩分も増加した。第二航空戦隊旗艦は「隼鷹」に変更され、「飛鷹」は駆逐艦2隻（電、磯波）に護衛されてトラックへ向かった。また、その搭載機は零戦16機と艦爆17機が陸揚げされ、一部は「隼鷹」にも移された。「飛鷹」航空隊関係者や物件は、軽巡洋艦大井（第九戦隊）によりラバウル方面に移動した。一方、別府明朋は次のように書いている。まず復水器が破損し、司令部を「隼鷹」に移して修理を行ないながら片舷航行中に発電機室で火災が発生。鎮火したものの砲戦用の動力発電機焼失で砲戦不能となった。帰投して修理を行なうこととなり、搭載機は全機ブインへ送った。このため数日後に生起した南太平洋海戦には参加することができなかった。
11月22日、飛鷹艦長は別府大佐から澄川道男大佐に交代。
応急修理を実施したのち、12月5日にトラック泊地を出発。奥宮正武少佐（当時、第二航空戦隊参謀）によれば、トラック泊地に放置されていた要修理機約50機を飛鷹に搭載している。12月10日、飛鷹および駆逐艦2隻（雪風、初雪）は内海西部に到着。翌日、呉到着。同日、豊田穣中尉（鹿屋海軍航空隊付）は飛鷹乗組を命じられた。

#### 1943年
1943年（昭和18年）初頭の飛鷹は瀬戸内海や呉軍港で訓練や整備に従事した。
1月中旬、戦艦武蔵は、第一航空戦隊（瑞鶴、瑞鳳）や軽巡神通、駆逐艦雪風等と共に瀬戸内海より出撃する。飛鷹航空隊は豊後水道を航行する武蔵や瑞鶴の対潜警戒直衛を実施した。
3月22日、第二航空戦隊司令官角田覚治少将指揮のもと、二航戦（隼鷹、飛鷹）、第八戦隊（利根、筑摩）、護衛の駆逐艦部隊は大分県佐伯市を出港した。28日、トラック泊地に到着。航空隊のみ、い号作戦に参加。
4月18日、い号作戦後の視察中だった連合艦隊司令長官山本五十六大将が海軍甲事件で戦死した。
連合艦隊旗艦武蔵は山本長官（死後元帥）の遺骨を乗せて日本に帰投することになり、飛鷹も同行する。飛鷹および戦艦3隻（武蔵、金剛、榛名）、重巡2隻（利根、筑摩）、駆逐艦5隻は5月17日にトラックを出港した。
5月22日、内地（横須賀）到着。同日付で第二航空戦隊司令官は角田覚治中将から酒巻宗孝少将に交代した。なお航海中の5月18日、連合艦隊司令部はアッツ島増援中止方針の内定を知った。
その後、日本海軍はアリューシャン方面のアメリカ軍の動向を踏まえた上で、日本本土の飛鷹に出動準備を命じる。飛鷹は駆逐艦2隻と共にマーシャル諸島へ進出することになった。6月8日、当初護衛艦に指定されていた時雨（第27駆逐隊）が機関故障のため修理にまわされ、代艦として同駆逐隊の2隻（有明、夕暮）が選ばれた。
6月10日、飛鷹隊（飛鷹、有明、夕暮）は午後2時に横須賀を出港したが、夕刻、三宅島沖合にて暗号解読により待ち伏せていたアメリカの潜水艦トリガー (USS Trigger, SS-237) の雷撃に遭った。被雷時刻は18時35分で、発射された魚雷6本のうち4本の魚雷が飛鷹に命中したが、起爆した魚雷は1本のみ。沈没には至らなかったが、飛鷹は自力航行不能となった。乗り組んでいた山西義政によると、数人の死者が出たという。
19時37分、飛鷹は夕暮を浮上した敵潜水艦と錯覚し誤射、軽微な損害を与えた。夕暮戦死者2名、軽傷者5名。
危機に陥った飛鷹に対し、呉から横須賀へ回航中だった軽巡洋艦五十鈴（第十四戦隊）が救援に赴き、飛鷹を曳航して横須賀に向かった。横須賀停泊中の戦艦山城と駆逐艦萩風（第4駆逐隊）にも飛鷹曳航のため出撃命令が下されるが、飛鷹側は曳航状態良好のため「山城の曳航は必要なきものと認む」と発信した。6月12日、飛鷹隊は横須賀に到着する。
飛鷹の行動不能により、錬成部隊として運用されていた第五十戦隊の軽空母2隻（鳳翔、龍鳳）のうち、龍鳳が第二航空戦隊に編入される。空母3隻（龍鳳、大鷹、冲鷹）、第三戦隊（金剛、榛名）、第七戦隊（熊野、鈴谷）、五十鈴、駆逐艦部隊は16日に横須賀を出港、南方へ進出していった。
龍鳳は小型空母であるため搭載機数も隼鷹型航空母艦に比べて少なく、したがって飛鷹航空隊の一部は龍鳳に収容しきれず空輸によりトラックへ進出した。
横須賀海軍工廠で修理を行う飛鷹では、まず7月1日に青山茂雄大佐（飛鷹副長）が霞ヶ浦海軍航空隊へ転任。同月中旬、飛鷹航空隊関係者が龍鳳へ異動。
8月15日附で澄川道男大佐（飛鷹艦長）は、神戸川崎造船所で建造中の空母大鳳艤装員長を命じられる。別府朋郎大佐（元飛鷹艦長。昭和18年1月9日より千代田艦長）は、千代田および飛鷹艦長を兼務することになった。当時の千代田は横須賀海軍工廠で水上機母艦から航空母艦へ改造工事中である。
9月1日、古川保大佐（当時、博多海軍航空隊司令）が飛鷹艦長に補職。別府大佐（千代田艦長）は兼務を解かれた。同日付で、城島高次少将（当時、第五十航空戦隊司令官）は第二航空戦隊司令官に任命された。
10月21日、志柿謙吉中佐（当時、空母雲鷹副長）は飛鷹副長を命じられる。
当時の飛鷹では、ダメージコントロールの一環として、艦内調度品、木製品一切を撤去している。ただし客船としての建造が進んでから空母に改造された隼鷹に対し、飛鷹は下甲板段階で改装したのでほとんど軍艦に近かったという。
10月26日、飛鷹は横須賀を出港。翌日、飛鷹と駆逐艦2隻（浜風、澤風）は内海西部に到着した。
11月、航空機輸送任務に従事。11月下旬より、飛鷹と龍鳳は南方への輸送作戦を実施した。
11月25日、空母2隻（飛鷹、龍鳳）と第21駆逐隊（初春、若葉、初霜）は豊後水道を出撃する。マニラを経由し、12月3日から9日までシンガポール停泊。12月22日から27日までトラック泊地に滞在。この際に航空隊を戊号輸送のためラバウル方面へ転用する。
護衛部隊を第6駆逐隊と陽炎型駆逐艦浜風（第17駆逐隊）に改め、27日にトラック泊地を出発する。12月29日、サイパン寄港。

#### 1944年
1944年（昭和19年）1月1日、飛鷹隊は豊後水道を通過。2日、本艦は呉へ到着した。
1月26日、古川大佐（飛鷹艦長）は霞ヶ浦海軍航空隊へ転任。後任の飛鷹艦長は、横井俊之大佐となる。
5月11日、戦艦武蔵と飛鷹以下空母6隻は、駆逐艦部隊に護衛されて佐伯を出撃し、タウイタウイに向かった。
5月16日、武蔵および第二航空戦隊・第三航空戦隊はタウイタウイへ到着し、小沢機動部隊の全空母がそろった。

#### 沈没
1944年（昭和19年）6月、第二航空戦隊（隼鷹、飛鷹、龍鳳）はマリアナ沖海戦に参加。
「あ号作戦」における飛鷹は第二航空戦隊（司令官城島高次少将：空母3隻〈隼鷹、飛鷹、龍鳳〉）、戦艦長門、重巡洋艦最上、駆逐艦部隊等と、小沢機動部隊・乙部隊を編成していた。6月19日から6月20日のマリアナ沖海戦に参加。飛鷹は6月20日の対空戦闘で被弾および被雷、沈没した。沈没に至る経過は以下のとおり。
1944年（昭和19年）6月13日に飛鷹含め小沢機動部隊はタウイタウイ泊地を出港し、マリアナ沖へ進出する。18日、夜間航行中に飛鷹は長門と衝突しかけた。また横井艦長、志柿副長とも、旗艦（大鳳）が無線封止をやぶって未帰還索敵機を呼び、探照灯を照射して誘導を試みたことを「米潜水艦を引き寄せる一因になった」と批判している。
6月19日、マリアナ沖海戦に参加。アメリカ潜水艦アルバコア (USS Albacore, SS-218) の雷撃に起因する空母大鳳の沈没を約10浬離れた地点から目撃した。飛鷹が収容した航空機はアメリカ潜水艦カヴァラ (USS Cavalla, SS-244) の雷撃で撃沈された空母翔鶴の3機、飛鷹所属2機、計5機程度だった。
6月20日、小沢機動部隊は燃料補給のため、甲部隊（小沢治一郎中将）、乙部隊、前衛部隊（栗田健男中将）、燃料補給部隊が同一海面に集結したところ、アメリカ軍機動部隊艦載機の襲撃を受ける。エセックス級空母レキシントン (USS Lexington, CV-16) の艦上機が飛鷹を攻撃したとされる。飛鷹幹部による分析によれば、隼鷹を襲撃した雷撃機隊を長門が砲撃して4機を撃墜した際、残2機が目標を旋回運動中の飛鷹に変更した。1機を撃墜したが、まず魚雷1本が右舷後部機械室付近に命中した。機関科兵は全員脱出したが、連動して左舷の機械も止まって航行不能となる。同時に、注排水指揮所が有毒ガスで全滅した。被雷とは別に、急降下爆撃機が投下した爆弾が艦橋後部マストに命中し、弾片で航海長を含む見張所・飛行指揮所の艦橋要員に多数の死傷者が出る。横井艦長は、爆弾命中により艦橋要員多数死傷（艦長負傷、航海長重傷他）、続いて魚雷が命中したと回想している。副長はガソリンタンク外側の空所に注水を命じた。
空襲が終わったため長門に曳航準備をさせていたところ（飛鷹艦長は片舷18ノット可能のため、曳航命令は出していないと回想）、突然前後のエレベーターが煙突の高さ以上に飛び上がり、また元の孔に落ちて傾斜が復元した。飛鷹砲術長は、アメリカ潜水艦が発射した魚雷が後部ガソリンタンク付近に命中したと証言し、戦闘詳報にも採用されている。横井艦長も爆発直前に雷跡を発見し、艦後部に魚雷2本が命中したと回想している。
このガソリンタンクの爆発が飛鷹の致命傷となった。志垣副長は「火災全て鎮火」の報告もあって消火に希望をもっていたが、消火ポンプの故障により艦を救うことを諦めている。一方、長門では飛鷹の曳航準備が進み、長門の四番砲塔と飛鷹間にワイヤーロープが渡された。しかし長門が微速前進したところ、ワイヤーは切断されてしまったという。
曳航作業の失敗により、飛鷹の救援の見込みはなくなった。軍艦旗降下と総員退去の後、飛鷹は左舷に傾斜し、艦尾側から直立するような姿で沈没した。
沈没時刻は19時32分と記録されている。
乙部隊所属の時雨（第27駆逐隊）によれば19時26分。乗組員は随伴駆逐艦の浜風や早霜等に救助された。
飛鷹の御真影と勅諭は秋霜に奉移された。横井艦長は満潮に救助された。救助に尽力した満潮に志柿副長は「感謝のほかなかった」と述べている。
その後、飛鷹の乗員は機動部隊が寄港した沖縄中城湾にて隼鷹に移乗し、本土へ向かった。7月1日付で横井艦長、志柿副長とも職務を解かれた。7月10日付で第二航空戦隊も解隊、城島司令官や奥宮正武少佐も転任する。
8月10日、飛鷹は航空母艦、
帝国軍艦籍のそれぞれより除籍された。

## 艦長
艤装員長
1. 別府明朋 大佐[55][60]：1941年11月15日[55] - 1942年7月31日[60]

艦長
1. 別府明朋 大佐[60][80]：1942年7月31日[60] - 1942年11月21日[80]
2. 澄川道男 大佐：1942年11月21日[80] - 1943年8月15日[123]
3. （兼）別府明朋 大佐[123][127]：1943年8月15日[123] - 1943年9月1日[127] （本職：千代田艦長）
4. 古川保 大佐：1943年9月1日[127] - 1944年2月16日[141]
5. 横井俊之 大佐：1944年2月16日[141] - 1944年7月1日[181]

## 同型艦
- 隼鷹

## 年表
- 1939年（昭和14年）11月30日 - 川崎重工業神戸造船所にて出雲丸からの改造を開始。
- 1942年（昭和17年）7月31日 - 竣工。第二航空戦隊編入[186]。
  - 10月23日　主機関故障により戦線離脱。同26日の南太平洋海戦には参加せず。（飛行隊は姉妹艦隼鷹に収容、南太平洋海戦に参加）
- 1943年（昭和18年）6月10日 - 横須賀出港後、米潜水艦の雷撃で航行不能。五十鈴に曳航されて12日横須賀帰着。
- 1944年（昭和19年）6月19日 - マリアナ沖海戦に参加。翌20日アメリカ軍機の攻撃を受け沈没した。
- 1944年（昭和19年）8月10日 - 除籍[6]。

### 注
1. ↑  艦橋と煙突が一体化した島型艦橋を世界で最初にもうけたのは、イギリス海軍の戦艦改造空母イーグル (HMS Eagle) である[48]。
2. ↑  9月上旬、雪風は空母雲鷹を護衛して、トラック泊地に向かった[63]。
3. ↑  第61駆逐隊（初月、涼月）、第27駆逐隊（夕暮）、第15駆逐隊（陽炎）[91]。
4. ↑  新任の連合艦隊司令長官古賀峯一大将が座乗する[96]。
5. ↑  第27駆逐隊（時雨、有明）、第24駆逐隊（海風）、第61駆逐隊（初月、涼月）[98]。
6. ↑  ○「夕暮」(一一 - 一五三〇)[111] 十日夕刻、「飛鷹」遭難後、爆雷攻撃終了。反転中、一九三七、距離約3kmニテ「飛鷹」ヨリ敵潜水艦ト誤認、高角砲及機銃射撃ヲ受ケ、三番砲後方ニテ機銃弾ヲ浴ビ爆雷運搬中ノ下士官兵、戦死二名、軽傷五名及三番砲楯等ニ貫通孔数ヶ所アリ。
7. ↑  第27駆逐隊（時雨、有明、夕暮）、第7駆逐隊（潮、曙、漣）、第16駆逐隊（雪風）、第17駆逐隊（浜風、谷風）、第24駆逐隊（涼風）、夕雲型駆逐艦清波、秋月型駆逐艦新月[120]。
8. ↑  小林哲雄少佐〈飛鷹飛行長〉を龍鳳飛行長へ、岡嶋清熊大尉（飛鷹飛行長）を龍鳳飛行隊長へ[122]。
9. ↑  千代田の空母改造工事は、昭和18年2月1日から12月21日まで[126]。
10. ↑  第二航空戦隊（隼鷹、飛鷹、龍鳳）、第三航空戦隊（千歳、千代田、瑞鳳）[142]。
11. ↑  夕雲型駆逐艦（秋霜、早霜、玉波）、第27駆逐隊（時雨）、第4駆逐隊（満潮、野分、山雲）[143]。
12. ↑  一航戦（大鳳、翔鶴、瑞鶴）、二航戦（隼鷹、飛鷹、龍鳳）、三航戦（千代田、千歳、瑞鳳）[142]。
13. ↑  第4駆逐隊（野分、満潮、山雲）、第27駆逐隊（時雨、五月雨）、第17駆逐隊（浜風）、夕雲型駆逐艦（秋霜、早霜）[147]。
14. ↑  ○「飛鷹」[174](二三-〇二〇〇)地点「ヘヌヤ55」ニテ20日1739敵機大群ヲ発見、天山二機ノ外全機出撃、砲撃開始。二、1750急降下爆撃機(約20キ)回避中。TBF二機ノ攻撃ヲ受ケ右舷機械室ニ魚雷一命中、運転不能、漂流中、左舷後部ヨリ潜水艦ノ雷撃三ヲ受ケ、一本魚雷格納庫左舷ニ命中、誘爆、重油引火、全艦火災トナリ、舷側諸装置全部破壊、1932沈没セリ。三、其他、爆弾命中一(大檣)、至近弾五。四、戦果　撃墜四。五、御写真及御勅諭ハ「秋霜」ニ奉移セリ機密図書ハ全部確実ニ処分ス。七、生存者艦長以下一四〇〇名、戦死認定475名(675空ヲ含ム)。八、小官ノ戦闘指導宜シキヲ得ズ、陛下ノ貴重ナル御艦ヲ喪ヒタル、誠ニ申訳ナシ。
15. ↑  内令第九四三號[6]　横須賀鎮守府在籍　軍艦 津軽